# NGC 4860
NGC 4860 est une galaxie elliptique située dans la constellation de la Chevelure de Bérénice. Sa vitesse par rapport au fond diffus cosmologique est de 8 199 ± 19 km/s, ce qui correspond à une distance de Hubble de 120,9 ± 8,5 Mpc (∼394 millions d'al). NGC 4860 a été découverte par l'astronome prussien Heinrich Louis d'Arrest en 1865.

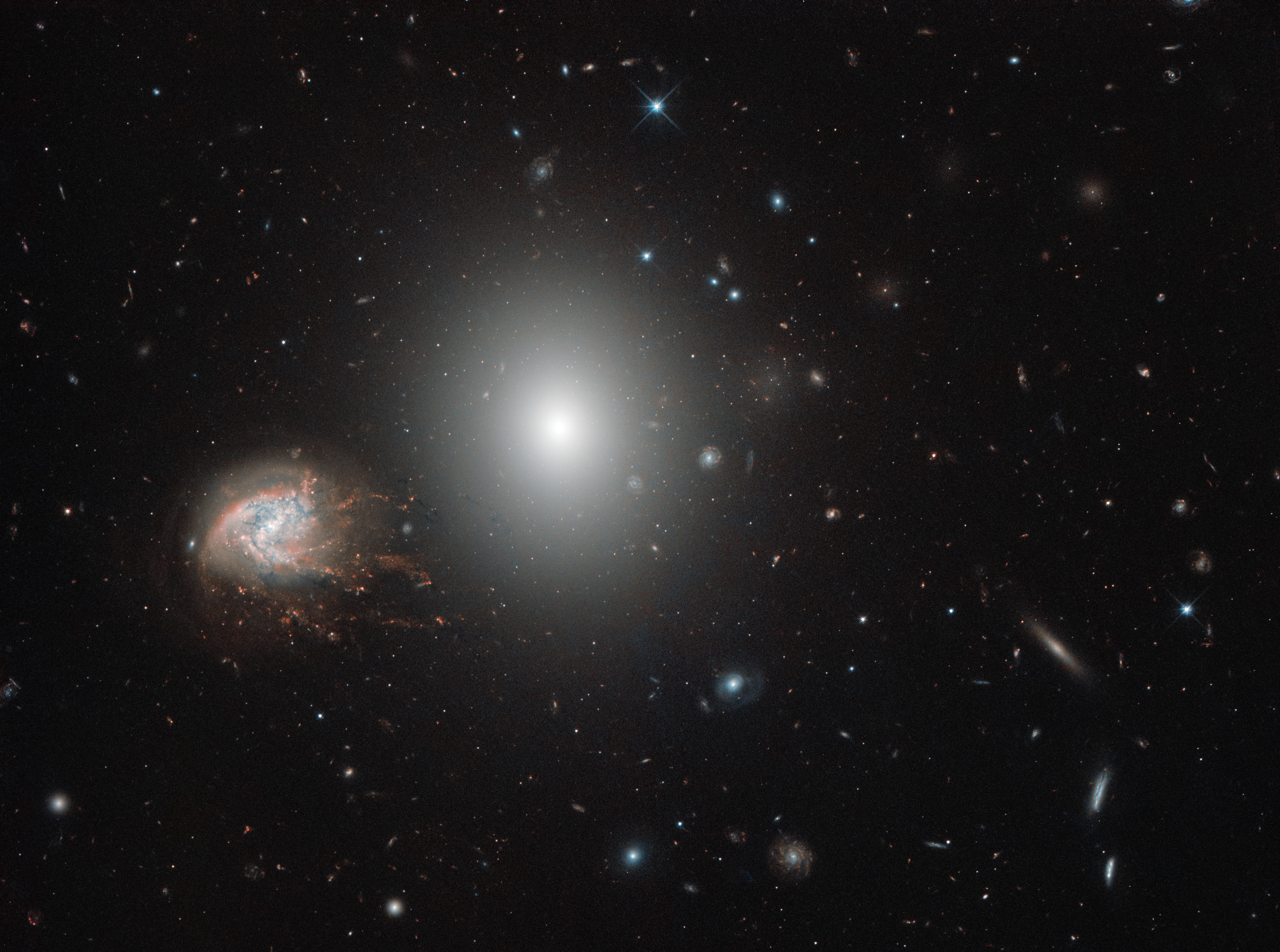
NGC 4858 et NGC 4860 par le télescope spatial Hubble.

À ce jour, 11 mesures non basées sur le décalage vers le rouge (redshift) donnent une distance de 103,409 ± 27,852 Mpc (∼337 millions d'al), ce qui est à l'intérieur des valeurs de la distance de Hubble. Notons cependant que c'est avec la valeur moyenne des mesures indépendantes, lorsqu'elles existent, que la base de données NASA/IPAC calcule le diamètre d'une galaxie et qu'en conséquence le diamètre de NGC 4860 pourrait être d'environ 48,5 kpc (∼158 000 al) si on utilisait la distance de Hubble pour le calculer.
La galaxie NGC 4858 voisine sur la sphère céleste est beaucoup plus éloignée de la Voie lactée. Il s'agit donc d'un couple de galaxies purement optique.
La désignation DRCG 27-194 est utilisée par Wolfgang Steinicke pour indiquer que cette galaxie figure au catalogue des amas galactiques d'Alan Dressler. Les nombres 27 et 194 indiquent respectivement que c'est le 27e amas de la liste, soit Abell 1656 (l'amas de la Chevelure de Bérénice), et la 194e galaxie de cette liste. Cette même galaxie est aussi désignée par ABELL 1656:[D80] 194 par la base de données NASA/IPAC, ce qui est équivalent. Dressler indique que NGC 4860 est une galaxie elliptique de type E.